# Cristy Nurse
Cristy Nurse (Oakville, 5 de diciembre de 1986) es una deportista canadiense que compitió en remo.
Ganó seis medallas en el Campeonato Mundial de Remo entre los años 2010 y 2015. Participó en los Juegos Olímpicos de Río de Janeiro 2016, ocupando el quinto lugar en la prueba de ocho con timonel.

## Palmarés internacional
| Campeonato Mundial | Campeonato Mundial        | Campeonato Mundial | Campeonato Mundial |
| Año                | Lugar                     | Medalla            | Prueba             |
| ------------------ | ------------------------- | ------------------ | ------------------ |
| 2010               | Cambridge (Nueva Zelanda) | Medalla de plata   | Ocho con timonel   |
| 2011               | Bled (Eslovenia)          | Medalla de plata   | Ocho con timonel   |
| 2013               | Chungju (Corea del Sur)   | Medalla de plata   | Cuatro sin timonel |
| 2013               | Chungju (Corea del Sur)   | Medalla de bronce  | Ocho con timonel   |
| 2014               | Ámsterdam (Países Bajos)  | Medalla de plata   | Ocho con timonel   |
| 2015               | Aiguebelette (Francia)    | Medalla de bronce  | Ocho con timonel   |